# 戸川芳郎
戸川 芳郎（とがわ よしお、1932年8月27日 - ）は、日本の中国思想学者。東京大学名誉教授、二松學舍大学名誉教授。

## 経歴
1931年、大阪市浪速区生まれ。1938年に大阪府立今宮中学校に入学し、1950年に今宮高等学校を卒業。
1951年、東京大学教養学部文科二類に入学。1953年、東京大学文学部中国文学科に進学し、1955年に卒業。
卒業後、大阪に帰郷。同年死去した父の仕事を継ぎ、ラジオ公論社で『新ラジオ公論』の編集に携わるとともに、府立高校の国語科教員として働く。高校国語教育研究会で出会った重澤俊郎に触発され、1958年、京都大学大学院中国哲学史専攻に入学。1963年、京都大学大学院博士課程中退。
1963年、東京大学教養学部助手に採用。1965年よりお茶の水女子大学専任講師。1967年、同助教授。1972年、東京大学文学部助教授となり、中国哲学講座を担当。1979年に同教授。1987年から1989年まで、同文学部長を務め、1991年からは東京学芸大学教授を兼任。1992年に東京大学を定年退官し、名誉教授となる。その後は、それまで兼任していた東京学芸大学教授専任となり、1995年より二松學舍大学教授、2002年定年退職。
国外では、在中国日本大使館に外務省特別研究員として勤務（1981-1982年）、北京外国語学院に北京日本学研究中心主任教授として勤務（1989-1991年）。
学界では、日本中国学会理事長（1991-1992年度、1997-1998年度）、日本学術会議会員（1994-2000年）、財団法人東方学会理事長（2003-2009年）を歴任。日本シャンチー協会理事長（1991-2013年）も務めた。

## 学問・エピソード
- 専門は中国思想。業績は多岐にわたり、特に漢魏思想史を訓詁学的に研究した[3]。
- 学部生時代は工藤篁に学び[8]、院生時代は重澤俊郎[9][10]・小川環樹・宮崎市定・泉井久之助・吉川幸次郎らに学んだ[4]。学部生時代からの知人に木山英雄・溝口雄三がおり[11]、1981年には溝口を東大中哲教授に招いた。
- 学部生時代、山村工作隊などの共産主義運動に打ち込んでいた[12][13][14]。一方で、学生運動に対しては「プチブル」的なものとして蔑視していた[12]。
- 同業者の宇野精一（東大中哲教授の先輩にあたる[15]）とは対照的に、元号制度に批判的な態度を取っている[14][16]。

## 家族・親族
- 父：戸川二郎は編集者。ラジオ公論社の発行人ほか。

## 著作
著書
- 『古代中国の思想』 放送大学教材・同教育振興会 1985
  - 改訂版・岩波現代文庫 2014
- 『漢代の學術と文化』 研文出版 2002

共編著
- 『荻生徂徠全集』 第2巻 言語篇 神田信夫共編 みすず書房 1974
- 『儀礼経伝通解』 第1-3輯 長沢規矩也共編 汲古書院 1980
- 『儒教史』 溝口雄三・蜂屋邦夫共著 山川出版社 1987
- 『令集解引書索引』 汲古書院 1990
  - 訂正版 1995年
- 『例解 新漢和辞典』 山田俊雄・影山輝國共編 三省堂 1998
- 『三島中洲の学芸とその生涯』雄山閣出版 1999
- 『漢字の潮流』 国際文化交流推進協会〈シリーズ国際交流〉 2000
- 『中国文化史大事典』 尾崎雄二郎・竺沙雅章と編集代表 大修館書店 2013